# غريغوريوس الثالث لحام

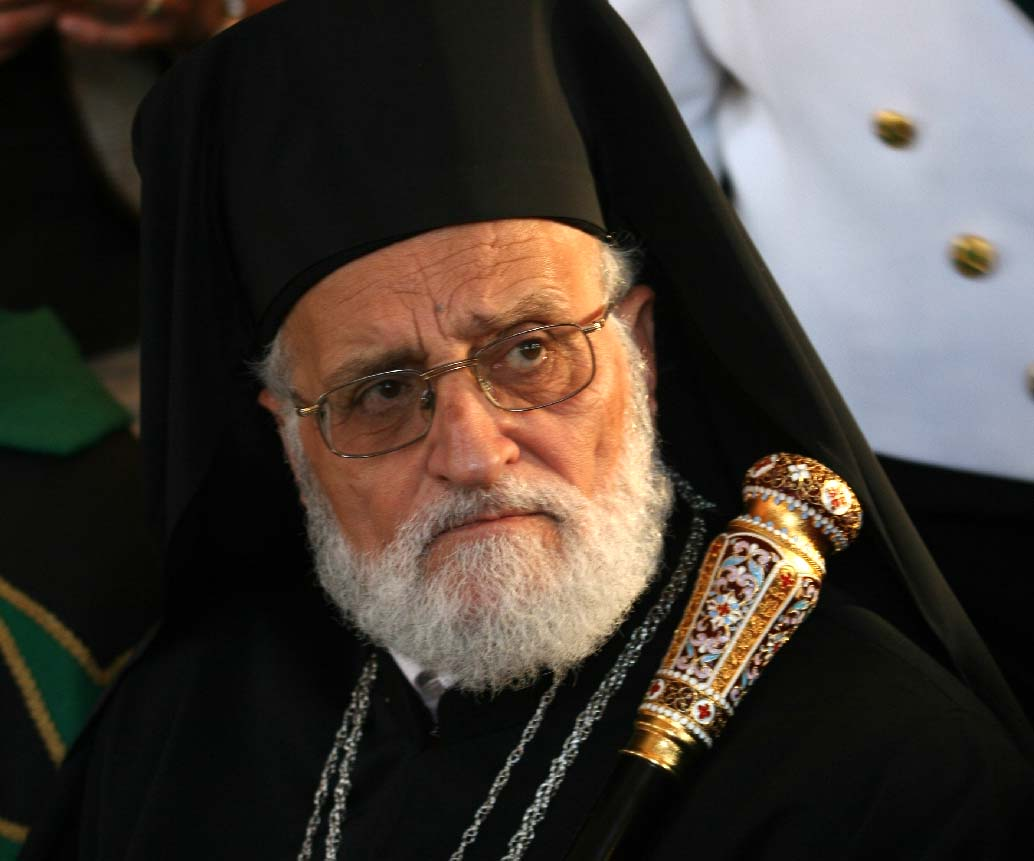
البطريرك غريغوريوس الثالث

غريغوريوس الثالث لحام، بطريرك سوري (مواليد 15 ديسمبر 1933 -) هو بطريرك أنطاكية وسائر المشرق للروم الملكيين الكاثوليك ومقرها سوريا، انتخب في 29 نوفمبر/تشرين الثاني، عام 2000م لمنصب البطريرك في دمشق خلفاً للبطريرك مكسيموس الخامس حكيم، الذي تنازل عن منصب البطريرك عن عمر ناهز 92 عاماً بسبب مشاكل صحية والذي توفي بعد ثمانية أشهر من تنازله عن البطركية. استقال في 6 مايو 2017 وخلفه يوسف الأول عبسي.

## حياته
نشأته وتربيته الرهبانيّة:
- ولد في داريا الشام سنة 1933، وهي حسب التقليد القديم مكان اهتداء القديس بولس الرسول وظهور السيد المسيح له.
- دخل دير المخلص العامر (صيدا - لبنان) عام 1943، حيث تلقى دروسه الابتدائية الثانوية والفلسفية واللاهوتية. أبرز نذوره الرهبانية الأولى في 15 آب 1949 والمؤبّدة في 20 كانون الثاني 1952.
- ارسل عام 1956 إلى روما لمتابعة دروسه الجامعية. وحاز على شهادة ليسانس في اللاهوت وليسانس في اللاهوت الشرقي ودكتوراه في العلوم الكنسيّة الشرقيّة من المعهد الحبري للدراسات الشرقيّة عام 1961.
- سيم كاهنًا في غروتا فراتا (قرب روما) عام 1959.
- في خريف عام 1974، عيّنه غبطة البطريرك مكسيموس الخامس حكيم مدبراً بطريركيًا ثم نائبًا بطريركيًا أصيلاً في بطريركيّة الروم الكاثوليك بالقدس، في ظروف عسيرة جدًا، على اثر اعتقال سيادة المطران هيلاريون كابوتشي ، من قبل السلطات الإسرائيلية.
- عام 1981 انتخب مطرانًا في سينودس 9 ايلول 1981. ورسم مطرانًا في 27/11/1981.
- انتخبه السينودس المقدّس بطريركًا في 29 تشرين الأول 2000، بعد استقالة المثلث الرحمة البطريرك مكسيموس الخامس حكيم لأسباب صحيّة.
شعاره: «اسهروا وسيروا في المحبة».